# Ray Winstone
Ray Winstone (Hackney, Londres, Inglaterra, 19 de febrero de 1957) es un actor de cine y televisión británico. 

## Carrera

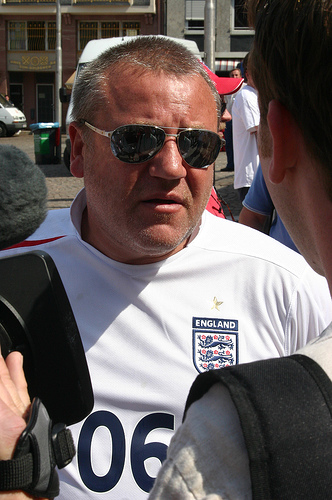
Además de ser hincha del West Ham, Ray Winstone ha apoyado públicamente a la Selección Nacional de fútbol de Inglaterra.

Después de que le echaran de la escuela de interpretación (confesó haber sido un poco conflictivo y revoltoso), en 1977 se presentó a una audición de la BBC que le ofreció el papel principal en el drama violento de Alan Clarke Scum. Cuando Clarke quiso rescatar el proyecto para llevarlo a la gran pantalla, volvió a elegir a Ray para el papel de Carlin. El joven actor encajaba ciertamente bien en ese papel: había boxeado desde que tenía doce años, en tres ocasiones fue campeón como London Schoolboy, y en dos ocasiones luchó por Inglaterra. La experiencia fue muy valiosa para su futura carrera.
En 1982 fue coprotagonista de la serie televisiva de la BBC Robin of Sherwood. En ella interpretaba el rol de Will Scarlett, creando para este personaje un nuevo perfil psicológico.
Winstone es seguidor fiel del West Ham de Londres que juega en la Premier inglesa. Fue parte de un documental titulado Iron Men en el año 2016, que relata, entre otras cosas, detalles de su afición y el traslado de su sede anterior, el Boleyn Ground, al Estadio Olímpico de Londres.

## Filmografía

### Cine
| Año  | Título                                                         | Personaje                       | Notas                         |
| ---- | -------------------------------------------------------------- | ------------------------------- | ----------------------------- |
| 1979 | Quadrophenia                                                   | Kevin                           | Como Raymond Winstone         |
| 1979 | Scum                                                           | Carlin                          |                               |
| 1979 | That Summer                                                    | Steve                           |                               |
| 1981 | Ladies and Gentlemen, The Fabulous Stains                      | Billy, vocalista de The Looters |                               |
| 1984 | Number One                                                     | Timmy                           |                               |
| 1989 | Tank Malling                                                   | John 'Tank' Malling             |                               |
| 1994 | Ladybird, Ladybird                                             | Simon                           |                               |
| 1994 | The Negotiator                                                 | Jack Swan                       | Película de TV                |
| 1996 | Yellow                                                         | Jim                             | Cortometraje                  |
| 1997 | Nil by Mouth                                                   | Raymond                         |                               |
| 1997 | Face                                                           | Dave                            |                               |
| 1997 | Our Boy                                                        | Woody Williamson                |                               |
| 1998 | The Sea Change                                                 | Chas                            |                               |
| 1998 | Martha, Meet Frank, Daniel and Laurence                        | Pedersen                        |                               |
| 1998 | Woundings                                                      | El Coronel                      |                               |
| 1998 | Final Cut                                                      | Ray                             |                               |
| 1999 | The War Zone                                                   | Papá                            |                               |
| 1999 | Agnes Browne                                                   | Mr. Billy                       |                               |
| 1999 | Darkness Falls                                                 | John Barrett                    |                               |
| 1999 | Fanny and Elvis                                                | Dave                            |                               |
| 1999 | Tube Tales                                                     | El padre                        | Segmento "My Father the Liar" |
| 1999 | Last Christmas                                                 | Neville                         | Película de TV                |
| 1999 | Fanny and Elvis                                                | Dave                            |                               |
| 2000 | Love, Honour and Obey                                          | Ray Kreed                       |                               |
| 2000 | There's Only One Jimmy Grimble                                 | Harry                           |                               |
| 2000 | Sexy Beast                                                     | Gal                             |                               |
| 2000 | Five Seconds to Spare                                          | Vincent                         |                               |
| 2001 | Last Orders                                                    | Vince                           |                               |
| 2001 | The Martins                                                    | Mr. Marvel                      |                               |
| 2002 | Ripley's Game                                                  | Reeves                          |                               |
| 2002 | Tough Love                                                     | Detective Lenny Milton          | Película de TV                |
| 2002 | Lenny Blue                                                     | Detective Lenny Milton          | Película de TV                |
| 2003 | Enrique VIII                                                   | Enrique VIII                    |                               |
| 2003 | Cold Mountain                                                  | Teague                          |                               |
| 2004 | El rey Arturo: La verdadera historia que inspiró la leyenda    | Bors                            |                               |
| 2004 | She's Gone                                                     | Harry                           | Película de TV                |
| 2004 | Everything                                                     | Richard                         |                               |
| 2004 | El tiovivo mágico                                              | Sam el soldado                  | Voz                           |
| 2005 | The Proposition                                                | Capitán Stanley                 |                               |
| 2005 | The Chronicles of Narnia: The Lion, the Witch and the Wardrobe | Mr. Beaver                      | Voz                           |
| 2006 | Sweeney Todd                                                   | Sweeney Todd                    | Película de TV                |
| 2006 | All in the Game                                                | Frankie                         | Película de TV                |
| 2006 | Breaking and Entering                                          | Bruno                           |                               |
| 2006 | The Departed                                                   | Mr. French                      |                               |
| 2007 | Beowulf                                                        | Beowulf, hombre dorado y dragón |                               |
| 2008 | Como locos... a por el oro                                     | Moe Fitch                       |                               |
| 2008 | Indiana Jones y el reino de la calavera de cristal             | "Mac" George Michale            |                               |
| 2008 | Compulsion                                                     | Flowers                         | Película de TV                |
| 2009 | The Devil's Tomb                                               | Blakeley                        |                               |
| 2009 | Fathers of Girls                                               | Frank Horner                    |                               |
| 2009 | 44 Inch Chest                                                  | Colin Diamond                   |                               |
| 2009 | Last of the Ninth                                              | John Giglio                     |                               |
| 2010 | Sex & Drugs & Rock & Roll                                      | Bill Dury                       |                               |
| 2010 | Cold Kiss                                                      | Robert Owens                    |                               |
| 2010 | Percy Jackson y el ladrón del rayo                             | Ares                            | Sin acreditar                 |
| 2010 | Edge of Darkness                                               | Jedburgh                        |                               |
| 2010 | 13                                                             | Ronald Lynn Bagges              |                               |
| 2010 | Tracker                                                        | Arjan van Diemen                |                               |
| 2010 | London Boulevard                                               | Gant                            |                               |
| 2011 | Rango                                                          | Bad Bill                        | Voz                           |
| 2011 | Hugo                                                           | Tio Claude                      |                               |
| 2012 | The Sweeney                                                    | DI Jack Regan                   |                               |
| 2012 | Ashes                                                          | Frank                           |                               |
| 2014 | Lords of London                                                | Terry Lord                      |                               |
| 2014 | Noé                                                            | Túbal Caín                      |                               |
| 2015 | Zipper                                                         | Coaker                          |                               |
| 2015 | The Gunman                                                     | Stanley                         |                               |
| 2015 | La leyenda de Barney Thomson                                   | Detective Inspector Holdall     |                               |
| 2015 | Point Break                                                    | Pappas                          |                               |
| 2017 | Último asalto                                                  | William Carney                  |                               |
| 2018 | King of Thieves                                                | Danny Jones                     |                               |
| 2019 | The Queen's Corgi                                              | Tyson                           | Voz                           |
| 2019 | Cats                                                           | Growltiger                      |                               |
| 2021 | Black Widow                                                    | Dreykov                         |                               |
| 2022 | La forja de un campeón. La leyenda de Jem Belcher              | Bill Warr                       |                               |
| 2022 | A Bit of Light                                                 | Alan                            | [ 3 ]                         |
| 2022 | El Gato con Botas: el último deseo                             | Papá oso                        | Voz                           |
| 2024 | Damsel                                                         | Lord Bayford                    |                               |

### Televisión
| Año       | Título                              | Personaje         | Notas        |
| --------- | ----------------------------------- | ----------------- | ------------ |
| 1980      | Fox                                 | Kenny Fox         | 13 episodios |
| 1983      | Mr. Right                           | Terry             | 4 episodios  |
| 1984      | Family Secret Army                  | Stubby Collins    | 3 episodios  |
| 1984-1986 | Robin Hood                          | Will Scarlet      | 24 episodios |
| 1987      | Father Matthew's Daughter           | Padre Charlie     | 6 episodios  |
| 1984-1989 | Minder                              | Arnie             | 4 episodios  |
| 1992-1993 | Get Back                            | Martin Sweet      | 15 episodios |
| 1995      | Ghostbusters of East Finchley       | Thane             | 6 episodios  |
| 1999      | Births, Marriages and Deaths        | Alan              | 4 episodios  |
| 2005-2006 | Vincent                             | Vincent Gallagher | 8 episodios  |
| 2011      | Grandes esperanzas                  | Abel Magwitch     | 3 episodios  |
| 2015      | The Trials of Jimmy Rose            | Jimmy Rose        | 4 episodios  |
| 2015      | The Nightmare Worlds of H. G. Wells | H. G. Wells       | 3 episodios  |
| 2015      | Of Kings and Prophets               | Rey Saúl          | 10 episodios |
| 2016-2018 | Ice                                 | Cam Rose          | 20 episodios |
| 2024      | The Gentlemen                       | Bobby Glass       | 4 episodios  |

## Premios y nominaciones
Premios BAFTA
| Año  | Categoría   | Película     | Resultado |
| ---- | ----------- | ------------ | --------- |
| 1998 | Mejor actor | Nil by Mouth | Nominado  |
| 1980 | Mejor actor | That Summer  | Nominado  |

Premios del Cine Independiente Británico
| Año  | Categoría             | Película     | Resultado |
| ---- | --------------------- | ------------ | --------- |
| 2007 | Premio Richard Harris |              | Ganador   |
| 2001 | Mejor actor           | Sexy Beast   | Nominado  |
| 1999 | Mejor actor           | The Dark War | Nominado  |
| 1998 | Mejor actor           | Nil by Mouth | Ganador   |